# Дважды косо наращённый усечённый додекаэдр
Два́жды ко́со наращённый усечённый додека́эдр — один из многогранников Джонсона (J70, по Залгаллеру — М12+2М6).
Составлен из 52 граней: 30 правильных треугольников, 10 квадратов, 2 правильных пятиугольников и 10 правильных десятиугольников. Среди десятиугольных 2 грани окружены пятью десятиугольными и пятью треугольными, 6 граней — четырьмя десятиугольными и шестью треугольными, остальные 2 — тремя десятиугольными и семью треугольными; каждая пятиугольная грань окружена пятью квадратными; каждая квадратная грань окружена пятиугольной и тремя треугольными; среди треугольных 10 граней окружены тремя десятиугольными, 10 граней — двумя десятиугольными и квадратной, остальные 10 — десятиугольной и двумя квадратными.
Имеет 120 рёбер одинаковой длины. 20 рёбер располагаются между двумя десятиугольными гранями, 60 рёбер — между десятиугольной и треугольной, 10 рёбер — между пятиугольной и квадратной, остальные 30 — между квадратной и треугольной.
У дважды косо наращённого усечённого додекаэдра 70 вершин. В 40 вершинах сходятся две десятиугольных грани и одна треугольная; в 20 вершинах сходятся десятиугольная, квадратная и две треугольных грани; в 10 вершинах сходятся пятиугольная, две квадратных и треугольная грани.
Дважды косо наращённый усечённый додекаэдр можно получить из трёх многогранников — усечённого додекаэдра и двух пятискатных куполов (J5), — приложив куполы к двум не противоположным и не смежным десятиугольным граням усечённого додекаэдра.

## Метрические характеристики
Если дважды косо наращённый усечённый додекаэдр имеет ребро длины {\displaystyle a}, его площадь поверхности и объём выражаются как
{\displaystyle S={\frac {1}{2}}\left(20+15{\sqrt {3}}+\left(50+{\sqrt {5}}\right){\sqrt {5+2{\sqrt {5}}}}\right)a^{2}\approx 103{,}3734243a^{2},}
{\displaystyle V={\frac {1}{12}}\left(515+251{\sqrt {5}}\right)a^{3}\approx 89{,}6877552a^{3}.}